# جولی مک‌نیون

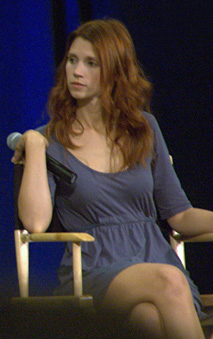

جولی مک‌نیون (انگلیسی: Julie McNiven؛ زاده ۱۱ اکتبر ۱۹۸۱) یک هنرپیشه اهل ایالات متحده آمریکا است. وی از سال ۱۹۹۷ میلادی تاکنون مشغول فعالیت بوده‌است.

## گزیده فیلمشناسی
از فیلم‌ها یا برنامه‌های تلویزیونی که وی در آن نقش داشته‌است می‌توان به آثار زیر اشاره کرد.
- برو برو قصه‌ها (۲۰۰۷)
- مد من (۲۰۰۷–۲۰۰۹)
- سوپرنچرال (۲۰۰۸–۲۰۱۰)
- کدبانوهای وامانده (۲۰۰۹)
- فرینج (۲۰۱۱)
- لس آنجلس سیاه (۲۰۱۱)
- نیکیتا (۲۰۱۱)
- دکتر هاوس (۲۰۱۱)
- هاوایی فایو-زیرو (۲۰۱۲)
- ان‌سی‌آی‌اس (۲۰۱۲)